# Coenonympha albomarginata
Coenonympha albomarginata är en fjärilsart som beskrevs av Tutt 1909. Coenonympha albomarginata ingår i släktet Coenonympha och familjen praktfjärilar. Inga underarter finns listade i Catalogue of Life.